# Fürsamen
Koordinaten: 48° 41′ 44,7″ N, 10° 9′ 39,5″ O
Der Fürsamen ist ein Gewann in Heidenheim an der Brenz in Baden-Württemberg. Auf dem Gelände fanden zwischen 1999 und 2017 archäologische Rettungsgrabungen statt, die ältesten Funde datieren in die neolithische Kultur der Linearbandkeramik. Durch zahlreiche Funde und Befunde ließ sich zudem die Besiedelung des Gebiets zur Zeit der Urnenfelderkultur, in der Hallstatt- und Latènezeit sowie durch Römer und Alamannen nachweisen. Im Fürsamen befand sich im 4. Jahrhundert eine der größten bislang bekannten frühalamannischen Siedlungen Süddeutschlands.

## Lage und Topographie
Der Fürsamen liegt im Norden Heidenheims und grenzt an den südlichen Ortsrand von Schnaitheim. Er hat eine etwas mehr als acht Hektar große, annähernd rechteckige Grundfläche von etwa 570 Metern Länge. Im Norden beträgt die Breite rund 170 Meter, im Süden ist die östliche Ecke der Fläche durch eine Schleife der Brenz beschnitten und die Breite dadurch auf etwa 70 Meter reduziert. Im Norden beginnend und im Uhrzeigersinn gesehen, grenzt der Fürsamen an das Wohngebiet Baindt, den Johannes-Zimmermann-Weg, die Straße Im Fürsamen sowie an die Bahnstrecke Aalen–Ulm. Der Flächennutzungsplan sieht für die südliche Hälfte des Gebiets eine Wohnbebauung vor, die nördliche Hälfte wird weiterhin landwirtschaftlich genutzt.
Durch die Nähe zum Fluss Brenz und seine etwas erhöhte Lage an der leicht ansteigenden rechten Talseite bot der Fürsamen den ur- und frühgeschichtlichen Menschen sehr gute Siedlungsbedingungen. Neben dem direkten Zugang zu Frischwasser und Nahrung war das Areal auch vor Überschwemmung geschützt. Im Brenztal liefen zudem wichtige Verkehrswege in Richtung Alpenvorland zusammen, und auch die regionalen Bohn- und Doggererzvorkommen können als weiterer Standortfaktor angenommen werden.

## Forschungsgeschichte

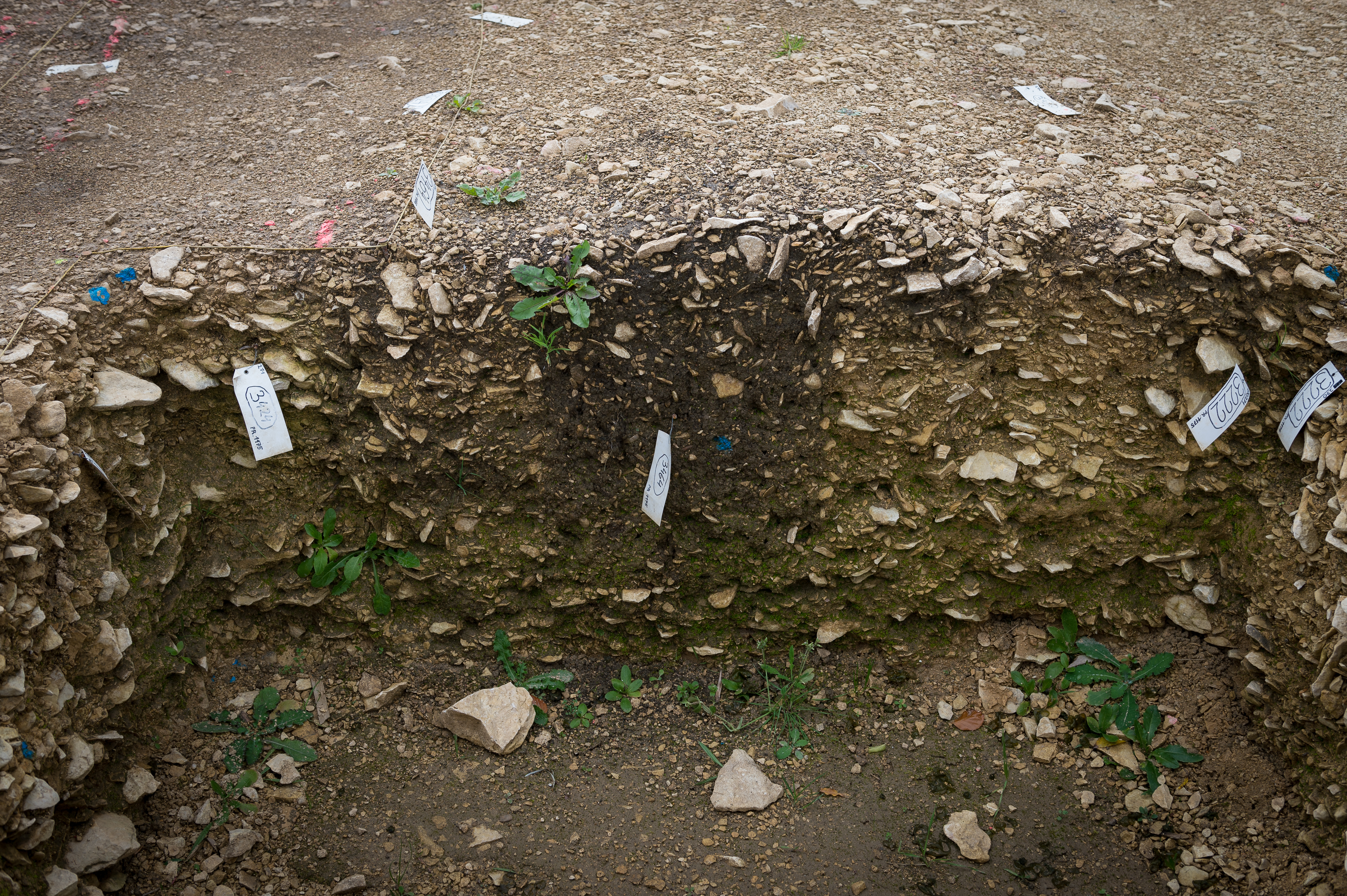
Schnitt durch ein Pfostenloch (dunkle Verfüllung)

Ende der 1990er Jahre wies die Stadt Heidenheim den Fürsamen als neues Wohngebiet aus. Am gegenüberliegenden Brenzufer waren in den Seewiesen zwischen 1974 und 1983 bereits mehrere hallstattzeitliche Hügelgräber ausgegraben worden, weitere Nachweise vorzeitlicher Besiedlung in der näheren Umgebung galten als wahrscheinlich. Das Landesdenkmalamt ließ daher im November 1998 im geplanten ersten Bauabschnitt mehrere Suchschnitte anlegen. Wegen der dabei angetroffenen hohen Befunddichte erfolgten ab 1999 wiederholt archäologische Grabungskampagnen. Träger waren das Landesamt für Denkmalpflege im Regierungspräsidium Stuttgart und die Stadt Heidenheim. Gefördert wurden die Untersuchungen durch den Europäischen Sozialfonds. Ende 2017 wurde die archäologische Feldarbeit im Fürsamen eingestellt und auch die ehemaligen Grabungsstätten zur Bebauung freigegeben. 2019 stimmte der Gemeinderat dem Verkauf der letzten ausgewiesenen Grundstücke zu.

### Befunde und Funde

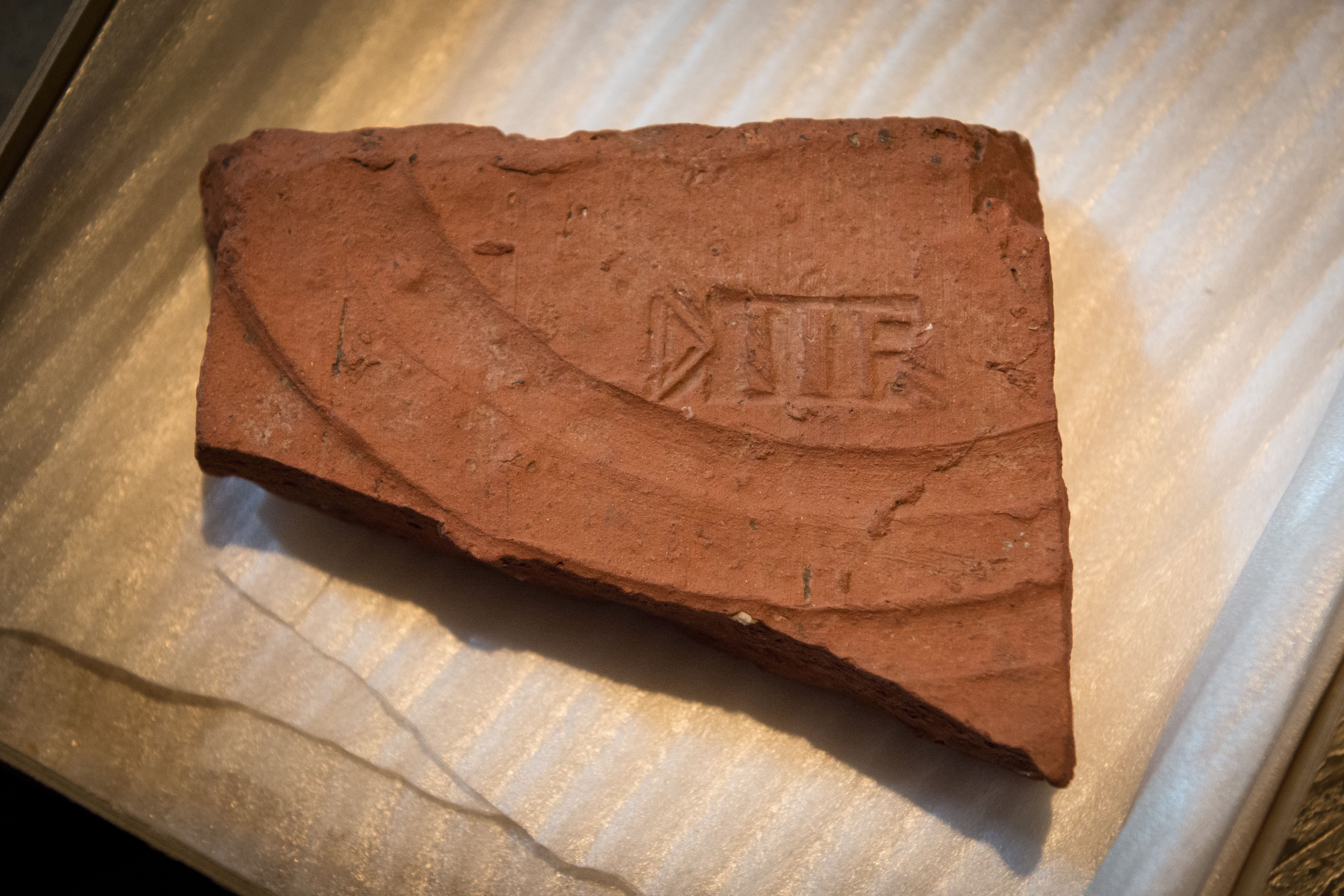
Römisches Ziegelfragment mit Stempel der ala II Flavia

Bei den Befunden handelt es sich  größtenteils um Pfostenlöcher, Vorrats-, Brat- oder Abfallgruben sowie Gräben und Verfärbungen. Viele  Befunde überlagern sich bzw. sind aufgrund tiefen Pflügens und durch Erosion in schlechtem Zustand oder nur partiell erhalten. Dadurch sind die Zuordnung von Pfostenlöchern zu Gebäudegrundrissen oder zeitliche Einordnungen in manchen Bereichen nur schwer oder gar nicht möglich.
Mehr als 20 Urnen- und Brandschüttungsgräber der späten Bronzezeit konnten bislang im Fürsamen dokumentiert werden. Sie enthielten zum Teil Gefäße aus hochwertiger schwarzer Keramik mit Sekundärbeigaben und Reste bronzener Waffen (Griffzungenschwert, Messer). In einem Grubenkomplex fanden sich Fragmente zweier Mondidole.
Aus keltischer Zeit sind die Grundrisse mehrerer Häuser (Schwellbalkenbau, Speicher, Grubenhaus) und drei Bratgruben – sogenannte polynesische Schweinebratereien – nachgewiesen. Neben Scherben von Gefäßkeramik mit den typischen Verzierungen konnten Glasarmringe und ein fünfzackiger Kratzer aus Bronze geborgen werden.
In vorgeschichtlichen und frühalamannischen Befunden waren große Mengen Schnürchen- bzw. Tropfenschlacke und in Holzkohle verbackene Luppen erhalten, die in Rennöfen bei der Verhüttung von Eisenerz anfallen. Reste von fünf dieser Öfen konnten als verhältnismäßig kleine, ehemals überdachte Kuppelöfen mit Vorgrube rekonstruiert werden, die über einen aufgesetzten Schacht beschickt wurden. Ungewöhnlich ist die Lage der Rennöfen inmitten einer Siedlung, üblicherweise wurden sie in unmittelbarer Nähe der Erzlagerstätten errichtet.
Römischen Ursprungs sind die Überreste eines 18 × 17 Meter großen, beheizbaren und mit Risaliten versehenen Wohngebäudes aus Stein. Ihm werden ein Holzhaus, ein gemauerter Töpferofen und ein Steinbrunnen zugeordnet. Die angrenzenden schmalen, über 50 Meter langen Gräben mit Pfostenstandspuren werden als Zäune oder Hecken zur Einfriedungen von Pferdekoppeln interpretiert. Nicht geklärt ist, ob es sich hier um eine villa rustica handelte oder um eine Außenanlage des wenige hundert Meter entfernten Kastells Heidenheim. Aus dem Töpferofen stammt ein Ziegel mit dem Stempeldruck des dort bis um 155–160 n. Chr. stationierten Reiterregiments Ala Secunda Flavia Pia Fidelis Milliaria.
Weitere römische Funde umfassen neben zerscherbter, reliefverzierter Sigillata auch wenige Bruchstücke Gebrauchskeramik, zwei Münzen, eine Fibel, das Bruchstück eines Militärdiploms und eine wahrscheinlich aus rotem Jaspis gefertigte Gemme mit Darstellungen der Götter Mars und Victoria.
Auf dem gesamten Grabungsareal fanden sich umfangreiche Siedlungsspuren aus frühalamannischer Zeit. Außer den zahlreichen aus Holz und in Fachwerk-Bauweise gefertigten Langhäusern sind mehrere Grubenhäuser und auf Stelzen errichtete Speicherbauten nachgewiesen. Fast alle Wohngebäude waren mit der Längsachse nach Norden ausgerichtet. Handwerkliche Tätigkeiten sind durch Gebrauchskeramik, Spinnwirtel, mehrere Lehmgruben, Rennöfen und große Mengen Eisenschlacke belegt. Zu den weiteren Funden zählen ein Dreilagenkamm, eine Hakennadel aus Bronze mit gedrehtem Vierkant-Schaft und eine Münze des Constantius II. Man nimmt an, dass die alamannische Siedlung etwa 150 Jahre lang bestand und dort rund 600 Personen lebten.